# Румынский центр по коллективному управлению правами артистов-исполнителей
Румынский центр по коллективному управлению правами артистов-исполнителей (рум. Centrul Roman pentru Administrarea Drepturilor Artistilor Interpreti — CREDIDAM) — румынская организация, управляющая смежными правами исполнителей на коллективной основе.

## Основные направления деятельности CREDIDAM
Деятельность CREDIDAM направлена на реализацию прав и законных интересов артистов-исполнителей на получение причитающегося им вознаграждения за использование записей их исполнений.

## Количество членов организации
В феврале 2010 года количество правообладателей, передавших CREDIDAM полномочия на коллективное управление своими правами, превысило 9000. Среди них известные в Румынии и за её пределами исполнители Monica Anghel, Radu Beligan, Йон Бесою, Dan Bittman, Claudiu Bleont, Elena Cârstea, Mihai Cernea, Maria Ciobanu, Mirabela Dauer, Mircea Diaconu, Ion Dichiseanu, Gheorghe Dinica, Marcel Iures, Dorina Lazar, Carol Litvin, Horatiu Malaele, Elena Merisoreanu, Angela Moldovan, Florin Piersic, Paul Popescu, Stefan Radof, Benone Sinulescu, Angela Similea, Aneta Stan, Sofia Vicoveanca, Iulian Vrabete.
| 1996 | 1997 | 1998 | 1999 | 2000 | 2001 | 2002 | 2003 | 2004 | 2005 | 2006 | 2007 | 2008 | 2009 |
| 69   | 966  | 1337 | 2138 | 2431 | 2655 | 2837 | 3859 | 4989 | 5756 | 6429 | 6978 | 7478 | 8898 |

## Финансовые показатели
Сумма вознаграждения, собранного организацией в 2009 году, составила 5,29 млн евро (в 2008 году — 5,93 млн, в 2007 году — 4,50 млн).

## Руководство
- Председатель Совета директоров — Mihai Cernea.
- Вице-председатели Совета директоров — Stefan Marinicã Grando, Daian Ioan Lung, Romeo Ciocârlan.
- Члены Совета директоров — Iulian Vrabete, Serac Gheorghe, Stefan Radof.
- Генеральный директор — Stefan Gheorghiu.

## Международная деятельность
CREDIDAM является членом следующих международных организаций:
- AEPO (Association of European Performers’ Organizations);
- SCAPR (Societies Council for the Administration of Performers Rights);
- IPDA (International Data Base Association).

Кроме того, CREDIDAM имеет 33 (на конец 2009 года) соглашения о взаимном представительстве интересов с иностранными организациями по коллективному управлению правами исполнителей.
Партнёром CREDIDAM в России является Всероссийская организация интеллектуальной собственности.